# Łuk Galiena
Łuk Galiena – łuk triumfalny na drodze Via di San Vito, w Rzymie, we Włoszech. Powstał w wyniku przebudowy bramy Porta Esquilina, jednej z bram w murach serwiańskich.

## Historia
Począwszy od IV wieku p.n.e., Porta Esquilina była jedną z bram murów serwiańskich otaczających Rzym. Została przebudowana na zlecenie cesarza Oktawiana Augusta. Z czasem bramę przekształcono w łuk triumfalny, zaś w 262 roku rzymski notabl Aureliusz Wiktor zmienił nazwę budowli na łuk Galiena, ku czci cesarza Galiena i jego żony Saloniny. Po obu stronach konstrukcji znajdowały się niegdyś dwa mniejsze łuki, zostały jednak wyburzone w XV wieku w związku z budową kościoła świętego Wita.

## Opis
Łuk zbudowany jest z trawertynu. Ma 8,8 m wysokości i 7,3 m szerokości. Filary są szerokie na 1,4 m, a ich grubość wynosi 3,5 m. Są zwieńczone kapitelami w porządku korynckim. Belkowanie jest wysokie na 2 metry. Na architrawie widnieje inskrypcja z dedykacją.